# Teoria àcid-base d'Arrhenius

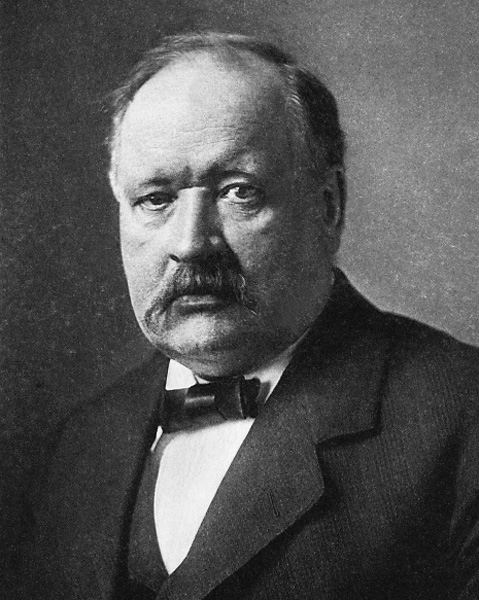
Svante August Arrhenius

Les anomalies que tenien les propietats col·ligatives dels electròlits i la conductivitat elèctrica que presentaven les seves dissolucions varen dur al químic suec Svante August Arrhenius a proposar una teoria de la dissociació electrolítica el 1887 que indicava que els electròlits, en dissolució aquosa o fusos, es dissocien parcialment en ions carregats elèctricament.
Els electròlits es classifiquen en àcids, bases i sals. Segons Arrhenius:
- Els àcids són substàncies que en dissolució aquosa donen protons, cations hidrogen, H+, és a dir contenen hidrogen que es pot substituir per un metall o per un radical positiu per formar sals. Per exemple:

- Les bases són substàncies que en dissolució aquosa donen anions hidròxid, OH-, això és, contenen un o més anions hidròxid que poden ser substituïts per radicals àcids negatius per formar sals. per exemple:

- Les sals són substàncies que en dissolució aquosa donen anions diferents de l'hidòxids, OH- i cations distints al protó, H+. En alguns casos, si a més del catió corresponent la sal també dona cations H+ és una sal àcida, com l'hidrogencarbonat de sodi, NaHCO₃ o l'hidrogensulfat de potassi, KHSO₄. I, en canvi, si a més dels anions dona anions hidroxil, OH-, és una sal bàsica, com per exemple el iodur bàsic de magnesi, MgIOH o el nitrat bàsic de bismut, BiNO₃(OH)₂.[2]